# Südostasienspiele 2015/Badminton
Badminton wurde bei den Südostasienspielen 2015 in Singapur vom 10. bis zum 16. Juni 2015 gespielt. Es wurden sieben Disziplinen im Singapore Indoor Stadium ausgetragen.

## Medaillengewinner
| Disziplin    | Gold | Silber | Bronze |
| ------------ | --- | --- | --- |
| Herreneinzel | Chong Wei Feng | Arif Abdul Latif | Loh Kean Yew |
| Herreneinzel | Chong Wei Feng | Arif Abdul Latif | Tanongsak Saensomboonsuk |
| Dameneinzel  | Busanan Ongbumrungpan | Hana Ramadhini | Goh Jin Wei |
| Dameneinzel  | Busanan Ongbumrungpan | Hana Ramadhini | Vũ Thị Trang |
| Herrendoppel | Angga Pratama Ricky Karanda Suwardi | Markus Fernaldi Gideon Kevin Sanjaya Sukamuljo | Ronel Estanislao Philip Joper Escueta |
| Herrendoppel | Angga Pratama Ricky Karanda Suwardi | Markus Fernaldi Gideon Kevin Sanjaya Sukamuljo | Danny Bawa Chrisnanta Chayut Triyachart |
| Damendoppel  | Amelia Alicia Anscelly Soong Fie Cho | Vivian Hoo Kah Mun Woon Khe Wei | Anggia Shitta Awanda Ni Ketut Mahadewi Istarani |
| Damendoppel  | Amelia Alicia Anscelly Soong Fie Cho | Vivian Hoo Kah Mun Woon Khe Wei | Maretha Dea Giovani Suci Rizky Andini |
| Mixed        | Praveen Jordan Debby Susanto | Chan Peng Soon Goh Liu Ying | Ricky Widianto Richi Puspita Dili |
| Mixed        | Praveen Jordan Debby Susanto | Chan Peng Soon Goh Liu Ying | Sudket Prapakamol Sapsiree Taerattanachai |
| Herrenteam   | Indonesien Angga Pratama Anthony Ginting Firman Abdul Kholik Jonatan Christie Ihsan Maulana Mustofa Kevin Sanjaya Sukamuljo Markus Fernaldi Gideon Praveen Jordan Ricky Karanda Suwardi Ricky Widianto                                | Thailand Bodin Isara Boonsak Ponsana Khosit Phetpradab Maneepong Jongjit Nipitphon Puangpuapech Pakkawat Vilailak Sudket Prapakamol Suppanyu Avihingsanon Tanongsak Saensomboonsuk Wannawat Ampunsuwan | Malaysia Chan Peng Soon Chong Wei Feng Goh V Shem Iskandar Zulkarnain Zainuddin Lee Chong Wei Mak Hee Chun Arif Abdul Latif Tan Aik Quan Tan Wee Kiong Teo Kok Siang                                            |
| Herrenteam   | Indonesien Angga Pratama Anthony Ginting Firman Abdul Kholik Jonatan Christie Ihsan Maulana Mustofa Kevin Sanjaya Sukamuljo Markus Fernaldi Gideon Praveen Jordan Ricky Karanda Suwardi Ricky Widianto                                | Thailand Bodin Isara Boonsak Ponsana Khosit Phetpradab Maneepong Jongjit Nipitphon Puangpuapech Pakkawat Vilailak Sudket Prapakamol Suppanyu Avihingsanon Tanongsak Saensomboonsuk Wannawat Ampunsuwan | Singapur Chayut Triyachart Danny Bawa Chrisnanta Terry Hee Hendra Wijaya Sean Lee Loh Kean Hean Loh Kean Yew Ryan Ng Zin Rei Jason Wong Guang Liang Derek Wong Zi Liang                                         |
| Damenteam    | Thailand Busanan Ongbumrungpan Duanganong Aroonkesorn Jongkolphan Kititharakul Kunchala Voravichitchaikul Nitchaon Jindapol Porntip Buranaprasertsuk Puttita Supajirakul Ratchanok Intanon Rawinda Prajongjai Sapsiree Taerattanachai | Malaysia Amelia Alicia Anscelly Goh Jin Wei Goh Liu Ying Ho Yen Mei Lai Pei Jing Lim Yin Fun Soong Fie Cho Tee Jing Yi Vivian Hoo Kah Mun Woon Khe Wei                                                 | Indonesien Anggia Shitta Awanda Debby Susanto Dinar Dyah Ayustine Gregoria Mariska Tunjung Hana Ramadhini Lindaweni Fanetri Maretha Dea Giovani Ni Ketut Mahadewi Istarani Richi Puspita Dili Suci Rizky Andini |
| Damenteam    | Thailand Busanan Ongbumrungpan Duanganong Aroonkesorn Jongkolphan Kititharakul Kunchala Voravichitchaikul Nitchaon Jindapol Porntip Buranaprasertsuk Puttita Supajirakul Ratchanok Intanon Rawinda Prajongjai Sapsiree Taerattanachai | Malaysia Amelia Alicia Anscelly Goh Jin Wei Goh Liu Ying Ho Yen Mei Lai Pei Jing Lim Yin Fun Soong Fie Cho Tee Jing Yi Vivian Hoo Kah Mun Woon Khe Wei                                                 | Singapur Chen Jiayuan Elaine Chua Grace Chua Liang Xiaoyu Vanessa Neo Yu Yan Ong Ren Ne Shinta Mulia Sari Tan Wei Han Crystal Wong Jia Ying Yeo Jia Min                                                         |

## Medaillenspiegel
| Rang   | Land        | Gold | Silber | Bronze | Gesamt |
| ------ | ----------- | ---- | ------ | ------ | ------ |
| 1      | Indonesien  | 3    | 2      | 4      | 9      |
| 2      | Malaysia    | 2    | 4      | 2      | 8      |
| 3      | Thailand    | 2    | 1      | 2      | 5      |
| 4      | Singapur    | 0    | 0      | 4      | 4      |
| 5      | Vietnam     | 0    | 0      | 1      | 1      |
| 6      | Philippinen | 0    | 0      | 1      | 1      |
| Gesamt | Gesamt      | 7    | 7      | 14     | 28     |